# Unione Sportiva Triestina 1961
Questa voce raccoglie le informazioni riguardanti l'Unione Sportiva Triestina nelle competizioni ufficiali della Stagione sportiva 1961.

## Maglie e sponsor
| 1ª divisa |